# Hopp (rörelse)

En dansare hoppar.

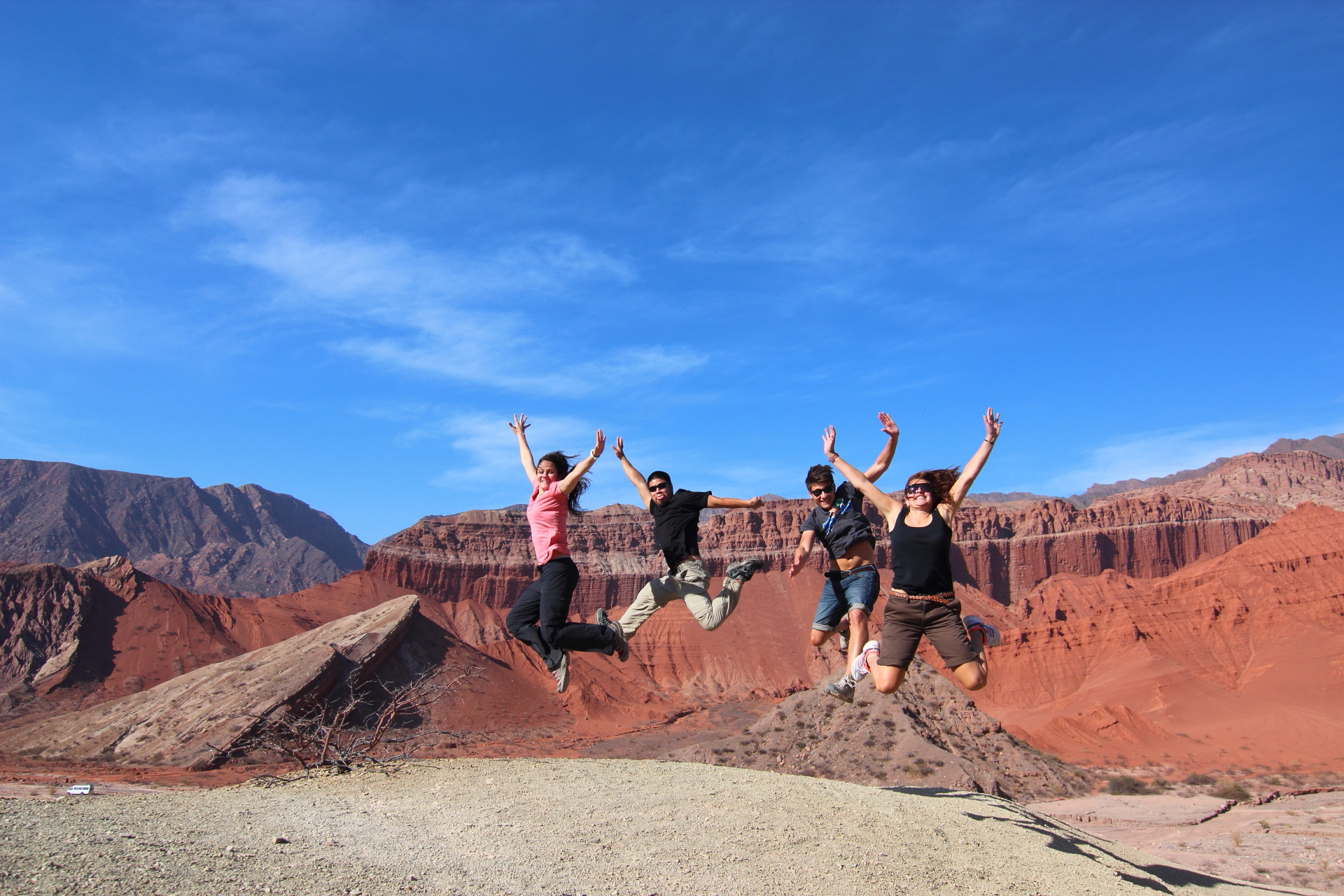
Hopp.

Ett hopp är en rörelse där en organism eller ett icke-levande system, till exempel en robot, förflyttar sig genom luften i en projektilbana. Ett hopp skiljer sig från löpning och galopp då luftfasen är längre och utgångsvinkeln är större.
Vissa djur, som kängurur, använder hopp som sitt primära sätt att förflytta sig. Andra djur, som grodor, använder det istället enbart som ett sätt att snabbt fly från rovdjur.

## Sport
I flera sporter är hopp en disciplin eller ett moment som kan ingå i utövandet.
- längdhopp och höjdhopp i friidrott
- cheerleading
- dans
- simhopp
- konståkning
- hopp i gymnastik
- flera kampsporter
- parkour
- skateboard
- backhoppning och freestyle i skidsport
- trampolin

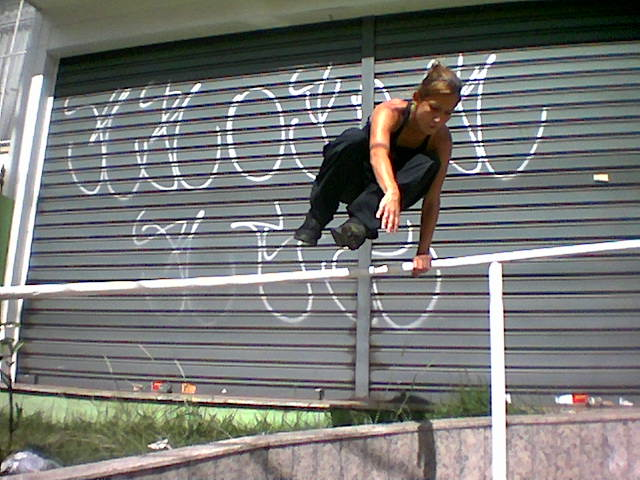
En kvinnlig utövare av parkour, "une traceuse", hoppar över ett hinder med stöd av sin hand, s.k. "passement".
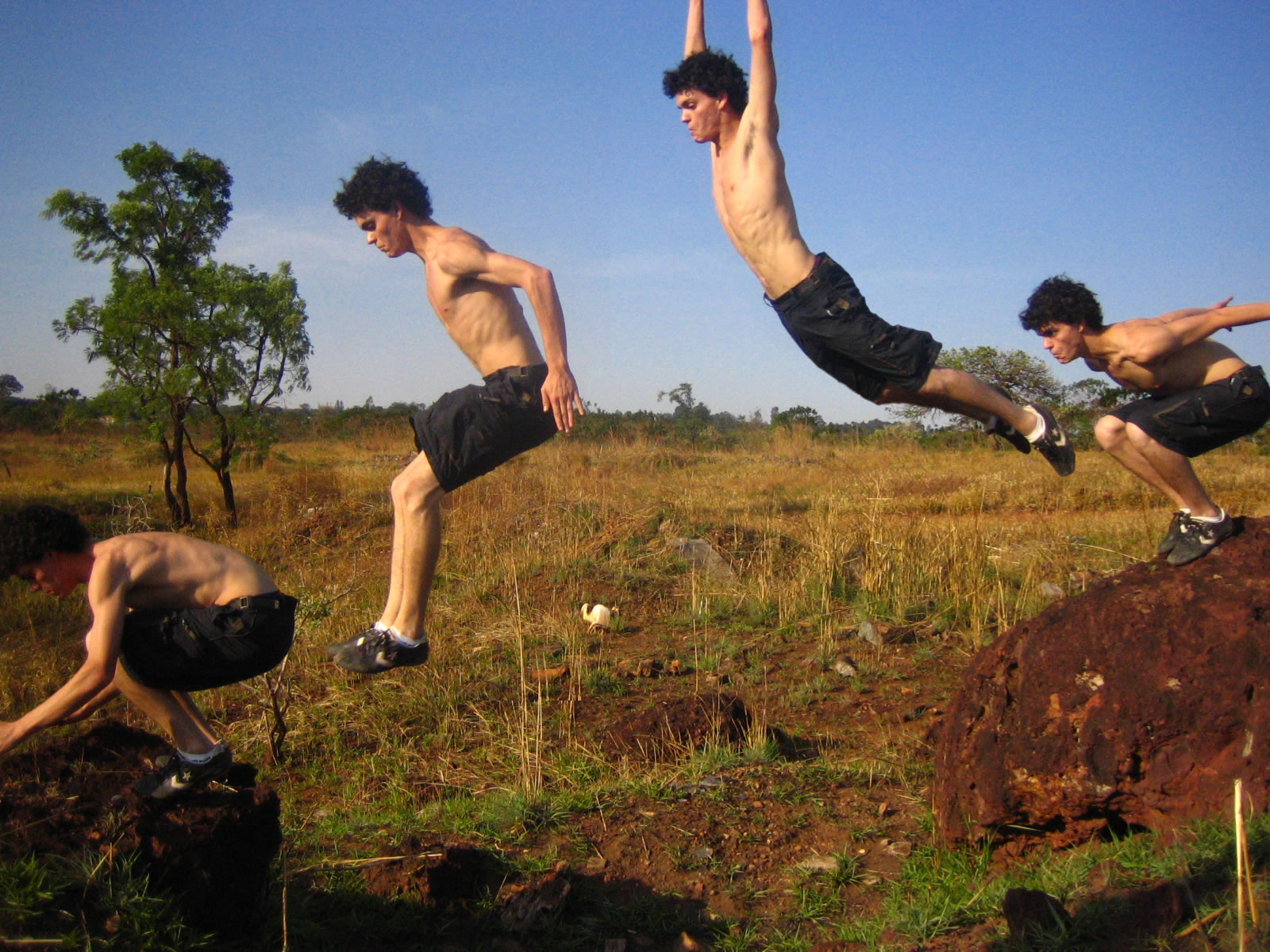
En manlig utövare av parkour, "un traceur", utför ett precisionshopp, s.k. "saut de précision".
Tidig animation publicerad 1887 som illustrerar ryttare på en häst som hoppar.
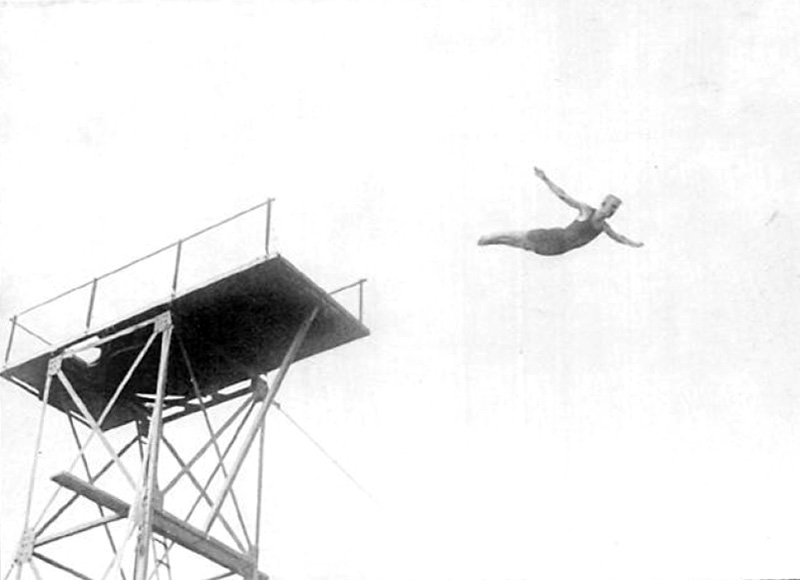
Svenske simhopparen Arvid Spångberg vid 1908 års Olympiska spel.